# Édouard l'Ancien
Vous lisez un « bon article » labellisé en 2018.
Pour les articles homonymes, voir Édouard.
Édouard l'Ancien ou plus rarement le Vieux (Edward the Elder en anglais) est roi des Anglo-Saxons de 899 à sa mort, le 17 juillet 924.
À la mort de son père Alfred le Grand, en 899, Édouard est confronté à la révolte de son cousin Æthelwold, qui revendique le trône. Sa mort rapide, en 902, laisse Édouard libre de poursuivre la reconquête du Danelaw avec l'aide de sa sœur Æthelflæd, qui règne sur la moitié occidentale de la Mercie avec son mari Æthelred. Les campagnes d'Édouard et Æthelflæd sont couronnées de succès et voient la reconquête des principales forteresses occupées par les Vikings dans les Midlands. Après la mort de sa sœur, en 918, Édouard détrône la fille de celle-ci, Ælfwynn, qui lui avait succédé comme dame des Merciens, et annexe la région à son royaume. À la fin des années 910, il règne ainsi sur toute l'Angleterre au sud du Humber, et les rois du pays de Galles reconnaissent sa souveraineté. Il meurt en 924, après avoir maté une révolte des Merciens et des Gallois à Chester. Son fils aîné Æthelstan lui succède.
Si les chroniqueurs médiévaux louent les succès militaires d'Édouard, les historiens modernes tendent à le négliger, notamment en raison de la rareté des sources écrites datant de son règne. Il souffre également de la comparaison avec son père. Son rôle dans la formation d'un royaume d'Angleterre unifié est réévalué à partir de la fin du XXe siècle.

## Biographie

### Enfance
Alfred le Grand épouse Ealhswith, fille de l'ealdorman Æthelred Mucel, en 868. Ils ont cinq enfants qui atteignent l'âge adulte. Édouard est leur deuxième enfant, après Æthelflæd, et leur premier fils. Son nom (Eadweard en vieil anglais) est composé des éléments ead « fortune, richesse » et weard « gardien, protecteur ». Ces deux racines n'ont jamais été utilisées auparavant pour nommer les membres masculins de la maison de Wessex. D'après l'historienne Barbara Yorke, le nom d'Édouard pourrait avoir été choisi pour rappeler celui de sa grand-mère maternelle Eadburh, issue de la famille royale de Mercie, dans le but de resserrer les liens entre les deux royaumes.
Édouard est vraisemblablement né vers le milieu des années 870. Dans son Histoire du roi Alfred, le moine Asser rapporte qu'il est éduqué avec sa sœur cadette Ælfthryth plutôt qu'avec sa sœur aînée Æthelflæd, qui est née peu après le mariage de leurs parents. Cela suggère qu'il est plus proche en âge d'Ælfthryth que d'Æthelflæd. Il est par ailleurs décrit comme menant des troupes en 893, et son fils aîné Æthelstan voit le jour vers 894,. Asser rapporte qu'Édouard et Ælfthryth sont éduqués par des précepteurs hommes et femmes qui leur font lire des textes religieux et séculiers en vieil anglais. C'est le seul cas connu chez les Anglo-Saxons d'un prince et d'une princesse recevant la même éducation.

### Ætheling

L'Angleterre en 878.

En tant que fils de roi, Édouard est un ætheling, c'est-à-dire un prince de sang royal éligible à la royauté. Sa succession n'est cependant en rien assurée, car Æthelhelm et Æthelwold, les fils d'Æthelred (frère aîné et prédécesseur d'Alfred), peuvent eux aussi prétendre au trône. La manière dont Asser décrit en détail l'éducation d'Édouard provient peut-être du désir d'Alfred de présenter son fils comme étant le plus digne d'accéder au pouvoir après sa mort. Si Æthelhelm semble avoir disparu dans la seconde moitié des années 880 (il n'est mentionné que dans le testament d'Alfred), Æthelwold bénéficie quant à lui d'un certain statut : il figure même avant Édouard sur la seule charte qu'il atteste, signe que son rang est supérieur à celui du fils d'Alfred. Étant le roi, ce dernier bénéficie néanmoins de nombreuses opportunités de favoriser son fils. Dans son testament, il ne lègue qu'une poignée de domaines à ses neveux et réserve la majeure partie de ses propriétés à Édouard. Il promeut également des hommes susceptibles de soutenir ses projets de succession, parmi lesquels son beau-frère Æthelwulf, ealdorman en Mercie, et son gendre Æthelred, le mari d'Æthelflæd. Édouard figure comme témoin sur plusieurs des chartes de son père et l'accompagne fréquemment dans ses pérégrinations royales. Il apparaît même avec le titre de rex Saxonum sur une charte kentique de 898, ce qui suggère qu'Alfred a peut-être suivi l'exemple de son grand-père Ecgberht en nommant son fils à la tête d'un sous-royaume de Kent.
Édouard commence à participer à la guerre contre les Vikings du Danelaw dans les années 890. En 893, il remporte une victoire importante à Farnham, dans le Surrey. Il ne peut capitaliser sur ce succès, car ses troupes ont été mobilisées trop longtemps et il doit les renvoyer chez elles. Néanmoins, l'arrivée d'Æthelred à la tête d'une armée londonienne permet de sauver la situation. Les victoires de la période 893-896 semblent à mettre au crédit d'Édouard et d'Æthelred plutôt qu'à celui du roi Alfred.
Le jeune prince semble s'être marié vers 893 avec une certaine Ecgwynn qui lui donne deux enfants : un fils, Æthelstan, né vers 894, et une fille qui épouse par la suite le roi viking Sihtric Cáech. Ecgwynn n'est nommée que dans des sources postérieures à la conquête normande, qui ne s'accordent pas sur son rang : elle est de noble naissance pour Guillaume de Malmesbury, tandis que Hrotsvita de Gandersheim la décrit comme de basse extraction et indigne d'être reine. Son statut reste débattu. Simon Keynes et Richard Abels estiment qu'Ecgwynn n'était que la concubine d'Édouard, ce qui expliquerait la résistance observée dans le Wessex à l'avènement d'Æthelstan,. En revanche, Barbara Yorke et Sarah Foot considèrent que c'est la querelle de succession qui a donné naissance aux accusations d'illégitimité, et non le contraire : d'après elles, Ecgwynn est bien l'épouse légitime d'Édouard,. Elle est vraisemblablement morte avant 899, puisqu'au moment de la mort de son père, Édouard est marié avec Ælfflæd, la fille d'un ealdorman (probablement du Wiltshire) nommé Æthelhelm.
Il est possible qu'une certaine tension ait existé entre Alfred et Édouard. La Chronique anglo-saxonne, produite sous les auspices de la cour dans les années 890, ne touche mot des succès militaires d'Édouard. Ces derniers ne sont mentionnés que dans la chronique latine d'Æthelweard (fin du Xe siècle), qui décrit les talents militaires du prince et sa popularité auprès des jeunes guerriers. La source d'Æthelweard pourrait être une version pro-Édouard de la Chronique. Vers la fin de sa vie, Alfred organise une cérémonie d'investiture en faveur de son petit-fils Æthelstan. La signification exacte de cette cérémonie est incertaine, mais il est possible qu'Alfred ait envisagé de partager son royaume entre Édouard et Æthelstan.

### Règne

#### La révolte d'Æthelwold
À la mort d'Alfred, le 26 octobre 899, Édouard lui succède, mais Æthelwold revendique lui aussi le trône. À la tête d'une armée, il s'empare des domaines royaux de Wimborne et Christchurch, dans le Dorset. Le premier revêt une importance symbolique particulière, car c'est là que son père Æthelred est inhumé. Édouard réagit en menant des troupes jusqu'au fort voisin de Badbury Rings, sur quoi Æthelwold s'enfuit pour se réfugier en Northumbrie, dont la population danoise l'accepte comme roi,. Édouard est sacré le 8 juin 900, à Kingston upon Thames d'après le chroniqueur du XIIe siècle Raoul de Dicet, mais la cérémonie pourrait en réalité avoir eu lieu à Winchester,.
Æthelwold rassemble une flotte et débarque dans l'Essex en 901. L'année suivante, il convainc les Danois d'Est-Anglie d'envahir la Mercie et le Wessex, où ils se livrent au pillage avant de regagner leurs bases. Édouard mène à son tour un raid en Est-Anglie, mais les troupes du Kent n'obéissent pas lorsqu'il donne l'ordre de battre en retraite et sont interceptées par les Danois. Les deux armées s'affrontent à la bataille du Holme (peut-être Holme, dans le Cambridgeshire), le 13 décembre 902. Bien que les Danois en sortent victorieux, ils subissent de lourdes pertes, parmi lesquelles leur roi Eohric, ainsi qu'Æthelwold lui-même. Sa disparition met un terme à la menace pesant sur le trône d'Édouard,,.

#### La conquête du sud du Danelaw

Les Midlands à l'époque d'Æthelflæd et Édouard.

Bien qu'aucun affrontement ne soit mentionné dans les sources pour les années qui suivent la bataille du Holme, l'état de guerre entre le Wessex et les Vikings se poursuit apparemment jusqu'en 906, date à laquelle Édouard conclut la paix avec les Danois d'Est-Anglie et de Northumbrie. Une version de la Chronique anglo-saxonne précise qu'il agit « par nécessité », ce qui pourrait impliquer qu'il a été contraint de leur verser un tribut. En 909, il envoie une armée composée de Saxons et de Merciens attaquer la Northumbrie. Cette expédition parvient à récupérer les reliques de saint Oswald à l'abbaye de Bardney, dans le Lincolnshire, et les Danois doivent accepter la paix aux termes d'Édouard,. L'année suivante, ils reprennent l'initiative en attaquant la Mercie, mais leurs troupes sont interceptées sur le chemin du retour et subissent une lourde défaite à la bataille de Tettenhall. Dès lors, les Danois de Northumbrie ne s'aventurent plus au sud du Humber, ce qui permet à Édouard et à ses alliés de concentrer leurs efforts sur la reconquête de l'Est-Anglie et des Cinq Bourgs (Derby, Leicester, Lincoln, Nottingham et Stamford) de Mercie orientale.
À la mort d'Æthelred, en 911, sa veuve Æthelflæd continue à régner sur les Merciens, mais Édouard prend le contrôle des régions de Londres et d'Oxford. Ils mènent ensemble une campagne de fortification des régions reprises aux Vikings. En novembre 911, Édouard fonde ainsi une forteresse à Hertford, au nord de la Lea, afin de défendre les environs contre les Danois basés à Bedford et à Cambridge. L'année suivante, il mène ses troupes à Maldon, dans l'Essex, et ordonne la construction d'un fort à Witham et d'une autre fortification à Hertford. Ce faisant, il renforce les défenses de Londres et accroît son autorité sur l'Essex,.
En 914, une flotte viking venue de Bretagne entre dans l'estuaire de la Severn et attaque l'Ergyng, dans le sud-est du pays de Galles. Pour sauver l'évêque Cyfeilliog, capturé par les envahisseurs, Édouard verse une rançon conséquente de quarante livres d'argent. Battus par les troupes de Hereford et Gloucester, les Vikings prêtent des serments et offrent des otages pour obtenir la paix. L'armée saxonne laissée par Édouard dans la région au cas où ces serments seraient brisés repousse deux nouvelles attaques avant que les Vikings ne partent pour l'Irlande à l'automne. Cet épisode laisse entendre que l'Ergyng se trouve dans la sphère d'influence du Wessex, contrairement à son voisin du nord, le Brycheiniog, qui appartient à l'orbite mercienne,.
À la fin 914, Édouard fonde deux forteresses à Buckingham et reçoit la soumission du comte Thurketil, le chef de l'armée danoise basée à Bedford. Il occupe cette ville l'année suivante et fonde un fort sur la rive sud de la Great Ouse, en face du fort viking situé sur l'autre rive. En 916, Édouard revient dans l'Essex pour fortifier Maldon, ce qui améliore les défenses de Witham. Il aide également Thurketil et les siens à quitter l'Angleterre, réduisant ainsi les forces vikings dans les Midlands.
L'année 917 est décisive. Édouard fonde deux forteresses supplémentaires, à Towcester contre les Danois de Northampton et à Wigingamere (endroit non identifié). Une offensive danoise sur Towcester, Bedford et Wigingamere se solde par un échec, tandis qu'Æthelflæd s'empare de la ville de Derby, profitant du manque de coordination entre les armées vikings. Tempsford, dans le Bedfordshire, tombe aux mains des Anglais à la fin de l'été et le dernier roi danois d'Est-Anglie est tué ; Colchester est également capturée. Les Vikings réagissent en envoyant une importante armée assiéger Maldon, mais la garnison tient bon et les Danois subissent de lourdes pertes. De retour à Towcester, Édouard fait construire une enceinte en pierre pour renforcer ses défenses et reçoit la soumission des Vikings de Northampton, bientôt imités par ceux de Cambridge et d'Est-Anglie. À la fin de l'année, les dernières armées danoises qui résistent aux Anglais sont celles des Cinq Bourgs de Leicester, Stamford, Nottingham et Lincoln,.
Leicester se soumet pacifiquement à Æthelflæd au début de l'année 918, et les Danois de Jórvík entrent également en contact avec elle pour lui prêter allégeance, vraisemblablement parce qu'ils craignent les Norvégiens venus d'Irlande qui les menacent, mais la dame de Mercie meurt le 12 juin avant d'avoir pu accepter. Cette offre ne semble pas avoir été renouvelée à Édouard, et Jórvík est conquise par les Norvégiens en 919. La Chronique anglo-saxonne rapporte que la Mercie se soumet à Édouard après la mort d'Æthelflæd, mais les versions merciennes de ce texte indiquent au contraire que le roi du Wessex a évincé sa nièce Ælfwynn, la fille d'Æthelflæd, pour annexer la région à son royaume. Stamford et Nottingham reconnaissent l'autorité d'Édouard vers cette période, ce qui suggère que son autorité s'étend alors sur toute l'Angleterre au sud du Humber, à l'exception peut-être de Lincoln, où des pièces des Vikings d'York semblent avoir été frappées dans les années 920,. Certains chefs danois conservent leurs domaines, mais Édouard doit également récompenser ses fidèles en leur offrant des terres dans la région, sans compter celles qu'il garde pour son usage propre. Son monnayage suggère qu'il exerce davantage d'autorité dans l'est des Midlands qu'en Est-Anglie,. Les rois gallois Hywel Dda, Clydog et Idwal Foel, jusqu'alors vassaux d'Æthelflæd, prêtent également allégeance à Édouard après la mort de leur suzeraine.

#### Fin de règne
La Chronique anglo-saxonne rapporte la soumission de nombreux souverains britanniques à Édouard en 920 :

« … et de là [Édouard] se rendit à Bakewell, dans le Peak District, et ordonna la construction d'une forteresse dans la région. Et alors le roi des Scots et toute la nation des Scots le choisit pour père et seigneur ; et Rægnald et les fils d'Eadwulf et tous ceux qui vivent en Northumbrie, Anglais comme Danois et Norvégiens et autres [en firent autant] ; et aussi le roi des Bretons de Strathclyde et tous les Bretons de Strathclyde. »

Les historiens modernes ont longtemps accepté ce passage comme un récit de faits authentiques, Frank Stenton soulignant que « chacun des souverains cités dans cette liste avait quelque chose à gagner en reconnaissant la suzeraineté d'Édouard. » Il est considéré avec beaucoup plus de scepticisme depuis les années 1980. Contrairement à la soumission des rois britanniques à Æthelstan en 927, les événements de 920 ne sont connus que par la Chronique : on n'en trouve aucune trace ailleurs, ni dans les autres sources littéraires, ni dans les monnaies. Si cette rencontre entre rois a eu lieu, elle n'a sans doute impliqué aucune soumission à Édouard, qui n'est de toute façon pas en position de l'exiger. Le lieu de cette rencontre plaide en faveur de cette vision des choses : Bakewell est à la frontière entre la Mercie et la Northumbrie, sans doute pour éviter toute implication de domination d'un côté sur l'autre,.
Édouard poursuit les efforts défensifs amorcés par sa sœur dans le nord-ouest de la Mercie. Il fonde des burhs à Thelwall et Manchester en 919, puis à Cledematha (Rhuddlan), à l'embouchure de la Clwyd, en 921. Ses relations avec les Merciens ne sont pas documentées avant la dernière année de son règne, durant laquelle il mate des révoltés merciens et gallois à Chester. Cette révolte pourrait avoir plusieurs motifs, comme la pression fiscale exercée par les régisseurs d'Édouard ou le ressentiment vis-à-vis du lointain Wessex. Le découpage en comtés de la Mercie et du Danelaw, au mépris des divisions traditionnelles de ces régions, apparaît à une date inconnue au Xe siècle : s'il remonte au règne d'Édouard, il pourrait également constituer un sujet de mécontentement,.

### Mort et succession

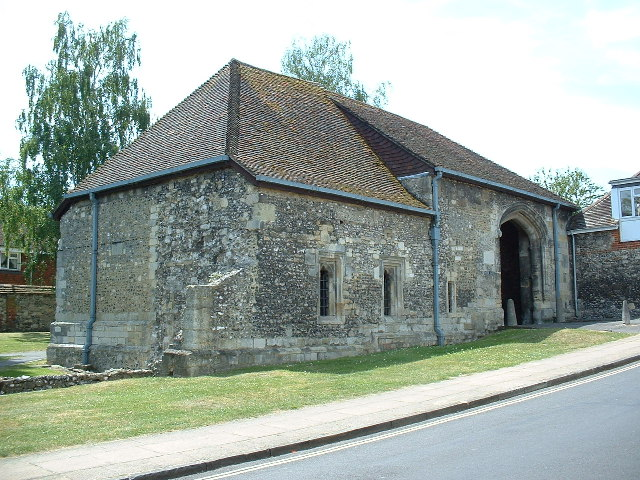
La loge d'entrée de l'abbaye de Hyde.

Peu après avoir maté cette révolte, Édouard meurt dans le domaine royal de Farndon, à une quinzaine de kilomètres au sud de Chester, le 24 juillet 924. Il est inhumé au New Minster de Winchester. Cette abbaye est déplacée hors des murs de la ville en 1109 pour devenir l'abbaye de Hyde, où les restes d'Édouard et de sa famille sont transférés.
Dans son entrée pour l'année 924, le manuscrit A de la Chronique anglo-saxonne se contente de rapporter la mort d'Édouard et l'avènement de son fils aîné Æthelstan, mais la succession pourrait avoir été plus complexe. Les manuscrits C et D, d'origine mercienne, signalent également la mort d'Ælfweard, le deuxième fils d'Édouard, très peu de temps après son père (16 jours seulement d'après D), et précisent qu'Æthelstan est choisi comme roi par les Merciens. Il est possible que les deux fils d'Édouard aient été élus rois, Æthelstan par la noblesse de Mercie et Ælfweard par la noblesse du Wessex. La liste des rois du Wessex qui figure dans le Textus Roffensis, un manuscrit du XIIe siècle, attribue un règne de quatre semaines à Ælfweard entre Édouard et Æthelstan. Les intentions d'Édouard concernant sa succession sont inconnues, mais des indices suggèrent qu'il aurait pu favoriser Ælfweard. Quoi qu'il en soit, la mort prématurée de ce dernier permet à Æthelstan de recueillir l'intégralité de la succession.

## Aspects du règne

### Monnayage

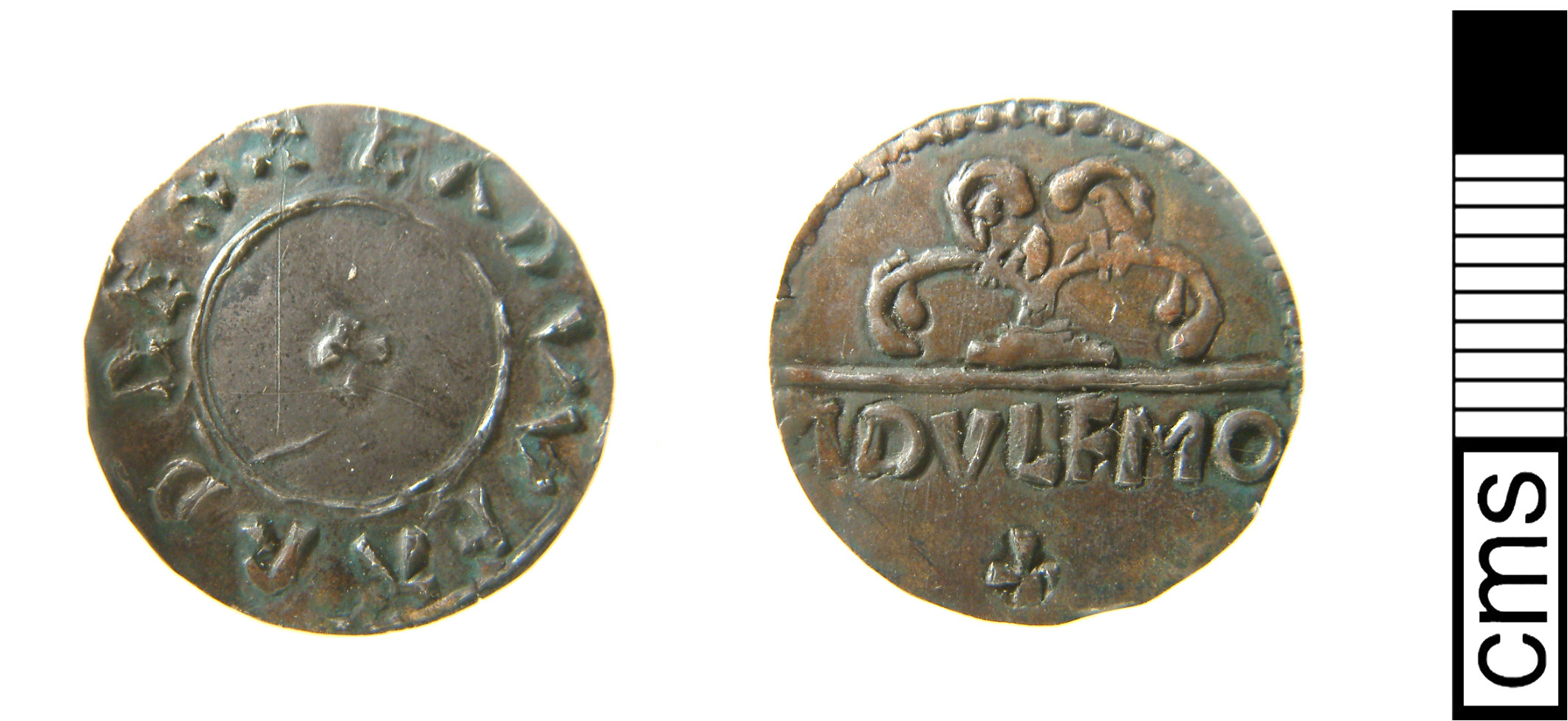
Un penny d'Édouard retrouvé dans le Wiltshire (monnayeur : Athulf).

La principale unité monétaire de l'Angleterre anglo-saxonne tardive est le penny d'argent, qui porte parfois un portrait stylisé du roi. Les pièces frappées sous le règne d'Édouard portent typiquement la mention eadvveard rex à l'avers et le nom du monnayeur au revers. L'atelier monétaire n'est pas indiqué, mais il commence à l'être sous le règne de son fils Æthelstan, ce qui permet par comparaison d'établir l'emplacement d'une grande partie des ateliers d'Édouard. Plusieurs villes en abritent un, dont Bath, Canterbury, Chester, Chichester, Derby, Exeter, Hereford, Londres, Oxford, Shaftesbury, Shrewsbury, Southampton, Stafford, Wallingford et Wareham. Aucune monnaie n'est frappée au nom d'Æthelred ou d'Æthelflæd, mais les ateliers de Mercie produisent entre 910 et 920 des pièces avec un motif inhabituel au revers, sans doute un moyen pour Æthelflæd de se distinguer de son frère. L'archevêque Plegmund est également à l'origine d'une frappe monétaire de faible ampleur. Au cours du règne d'Édouard, le nombre de monnayeurs connus explose : ils sont moins de 25 dans les dix premières années de son règne et 67 dans les dix dernières. On observe la même chose en Mercie (de 5 à 23), sans compter les 27 monnayeurs annexés avec le Danelaw,.

### Le savoir et les arts
Après une période de déclin au IXe siècle, l'enseignement connaît un renouveau sous le règne d'Alfred, qui s'investit personnellement dans ce domaine. Des érudits merciens jouent un rôle important dans ce renouveau, comme l'archevêque Plegmund. Il est difficile d'estimer dans quelle mesure ce programme se poursuit sous le règne d'Édouard. Les traductions en vieil anglais de textes latins réalisées à l'époque de son père continuent à être recopiées, mais les œuvres originales sont plus rares, et il subsiste très peu de manuscrits du règne d'Édouard. La minuscule carrée anglo-saxonne connaît ses premiers stades à cette époque avant d'atteindre sa plénitude dans les années 930. Les principaux centres de savoir sont alors les cathédrales de Cantorbéry, Winchester et Worcester ; ce n'est qu'à partir du règne d'Æthelstan que les monastères commencent à se distinguer.
Les seules broderies anglo-saxonnes encore existantes ont été réalisées sous le règne d'Édouard. Il s'agit d'une étole, d'un manipule et d'une possible ceinture retrouvés dans la châsse de saint Cuthbert, à la cathédrale de Durham, au XIXe siècle. Ces objets constituent une donation d'Æthelstan en 934, mais ils portent des inscriptions qui indiquent que c'est Ælfflæd, la deuxième femme d'Édouard, qui les a commandés pour en faire don à l'évêque de Winchester Frithestan. Les mauvaises relations d'Æthelstan avec Winchester expliquent sans doute pourquoi ils ont été détournés de leur usage voulu.

### L'Église

Les diocèses d'Angleterre au milieu du Xe siècle, après le découpage des diocèses du Wessex.

En 908, l'archevêque Plegmund se rend à Rome pour remettre au pape les aumônes du roi et du peuple anglais. C'est la première fois depuis près d'un siècle qu'un archevêque effectue ce voyage. Il est possible que Plegmund ait également voulu recueillir l'accord pontifical pour un projet de réorganisation des diocèses du Wessex. À l'avènement d'Édouard, le royaume comprend deux sièges épiscopaux : celui de Winchester, à l'est, occupé par Denewulf, et celui de Sherborne, à l'ouest, occupé par Asser. Après la mort de Denewulf, en 908, et l'avènement de son successeur Frithestan l'année suivante, le diocèse de Winchester est découpé en deux avec la création d'un siège à Ramsbury. Le nouveau diocèse couvre le Wiltshire et le Berkshire, tandis que l'autorité de Winchester continue à s'exercer sur le Hampshire et le Surrey. Cette division aurait pris place en 909 d'après des chartes qui sont en réalité des forgeries. Asser meurt en 908 ou 909 et son diocèse est à son tour découpé à une date inconnue entre 909 et 918 pour se limiter au Dorset. Le Devon et les Cornouailles sont placées sous l'autorité de l'évêque de Crediton, tandis que le Somerset forme le diocèse de l'évêque de Wells,. Ces divisions renforcent l'autorité de Cantorbéry vis-à-vis de Winchester et de Sherborne. Il est possible qu'il reflète également une évolution dans les fonctions séculières des évêques, qui pourraient être devenus des agents du pouvoir royal dans les comtés correspondant à leurs diocèses, participant à leur défense contre les Vikings et à l'exercice de la justice.
Au début du règne d'Édouard, sa mère Ealhswith fonde le Nunnaminster, un couvent dédié à la Vierge Marie à Winchester. Une des filles d'Édouard, Eadburh, y devient religieuse et fait l'objet d'un culte après sa mort. En 901, Édouard entreprend la construction d'un grand monastère pour hommes, peut-être en accord avec la volonté de son père. Il se situe à côté de la cathédrale de Winchester, qui est dès lors appelée Old Minster pour la distinguer du New Minster, la fondation d'Édouard. Bien plus grand que l'Old Minster, le New Minster est vraisemblablement conçu pour devenir un mausolée royal,. Il fait l'acquisition de reliques du saint breton Judoc et du corps de Grimbald, un conseiller d'Alfred le Grand qui est considéré comme un saint après sa mort, en 901. À la mort de sa mère, en 902, Édouard la fait inhumer dans le New Minster et il y fait également déplacer le corps de son père, jusqu'alors inhumé dans l'Old Minster. Par la suite, le New Minster accueille également les corps d'Édouard lui-même, de son frère Æthelweard et de son fils Ælfweard. Néanmoins, le fils et successeur d'Édouard, Æthelstan, n'accorde pas les mêmes faveurs à la fondation de son père, sans doute parce que Winchester s'est dressée contre lui durant la succession difficile d'Édouard. Un seul autre roi de la maison de Wessex y est inhumé : Eadwig, petit-fils d'Édouard mort en 959,.
Qu'Édouard ait choisi de fonder une nouvelle communauté plus grande plutôt que d'agrandir l'Old Minster laisse à penser qu'il n'appréciait guère l'évêque Denewulf. De fait, il contraint l'Old Minster à lui céder des terrains pour la fondation du New Minster, ainsi qu'un domaine de 70 hides à Beddington comme source de revenus. C'est en toute logique que le New Minster célèbre la mémoire d'Édouard comme d'un grand bénéficiaire, alors que l'Old Minster se souvient de lui comme d'un « roi avide » (rex avidus),. Il est possible qu'il ait également jugé l'ancienne cathédrale trop petite pour servir de nécropole royale aux rois des Anglo-Saxons.

### Le droit et l'administration
La quasi-totalité des chartes émises sous le règne d'Édouard sont des copies réalisées après sa mort, et la seule qui subsiste sous sa forme originelle ne provient pas du roi : il s'agit d'une donation effectuée par Æthelred et Æthelflæd en 901. Aucune charte n'est connue pour la période entre 910 et la mort d'Édouard, en 924, une absence qui laisse les historiens perplexes. Les chartes enregistrent généralement des donations de terres, et il est possible qu'Édouard ait choisi de conserver par-devers lui tous les domaines dont il faisait l'acquisition afin de financer la lutte contre les Vikings. En règle générale, les chartes subsistent parce qu'elles ont été conservées dans les archives de l'institution religieuse qui en était bénéficiaire : une autre explication serait donc que les donations d'Édouard avaient pour condition le retour ultérieur à la famille royale des terres concédées. Les églises et monastères n'auraient donc eu aucun intérêt à en garder la trace dans leurs archives.
Le système administratif et législatif du royaume d'Édouard repose peut-être en grande partie sur des textes écrits dont presque aucun ne subsiste. On peut néanmoins dire qu'Édouard fait partie des rares rois anglo-saxons à avoir légiféré sur le bookland, c'est-à-dire les terres possédées en vertu d'une charte. Les lois d'Édouard s'efforcent de clarifier la définition exacte du bookland, devenue confuse au fil du temps, et assurent le monopole législatif du roi et de ses représentants en ce qui concerne ce sujet. Le code de lois I Edward marque également l'une des premières apparitions du jugement par ordalie de l'histoire du droit anglais (le code de lois d'Ine, promulgué dans les années 690, pourrait inclure une mention de l'ordalie, mais ce n'est pas certain). Il précise que les accusés de parjure ne peuvent prouver leur innocence que de cette manière.

## Réputation posthume

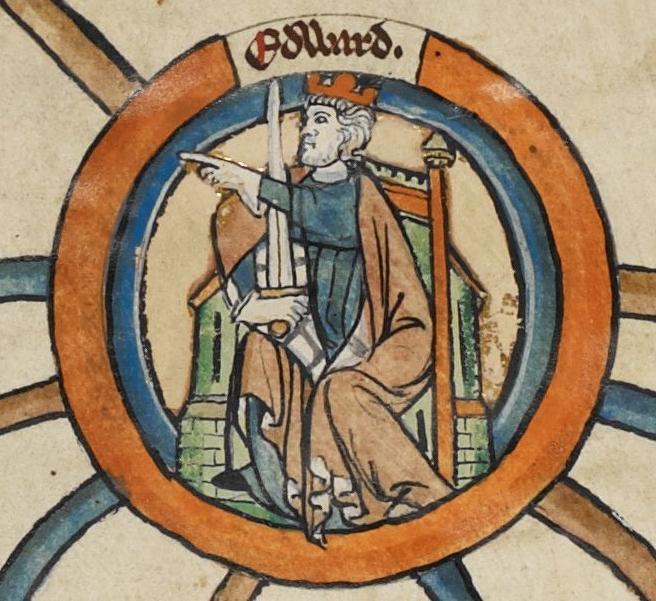
Miniature d'Édouard l'Ancien dans une généalogie royale du XIVe siècle.

Le chroniqueur du XIIe siècle Guillaume de Malmesbury décrit Édouard comme « très inférieur à son père dans la culture des lettres », mais « bien plus glorieux dans la puissance de son règne ». Cette opinion est partagée par d'autres chroniqueurs médiévaux, tels Jean de Worcester, qui l'appelle « le roi très invincible Édouard l'Ancien ». Cependant, ses prouesses militaires sont moins éclatantes que celles d'autres rois de la maison de Wessex, en partie à cause de l'absence d'une grande victoire à son crédit, qui soit comparable à Edington pour Alfred ou Brunanburh pour Æthelstan. La réputation d'Édouard souffre également de l'admiration dont bénéficie sa sœur Æthelflæd,. Le surnom « l'Ancien » est pour la première fois utilisé au Xe siècle par le moine Wulfstan Cantor dans son hagiographie de l'évêque Æthelwold de Winchester pour distinguer ce roi de son lointain successeur Édouard le Martyr.
Les historiens ont longtemps négligé Édouard l'Ancien en raison de la rareté des sources écrites datant de son règne, contrairement à celui de son père. Il bénéficie de davantage d'attention à partir de la fin du XXe siècle. La première monographie à lui être entièrement consacrée est publiée en 2001 : il s'agit d'un recueil d'articles présentés lors d'une conférence à l'université de Manchester deux ans plus tôt. Le contraste est là aussi frappant avec Alfred, sujet d'innombrables biographies et articles. Dans la conclusion de ce livre, l'historien N. J. Higham résume ainsi les accomplissements d'Édouard :

« Sous l'autorité d'Édouard, les centres de pouvoir alternatifs sont significativement réduits : la cour mercienne est dissoute, les chefs danois sont soumis ou chassés, les princes gallois réduits à l'impuissance et même les évêchés du Wessex sont divisés. On décrit souvent l'Angleterre anglo-saxonne tardive comme l'entité la plus centralisée d'Europe occidentale en son temps, avec ses comtés, ses reeves et son système de tribunaux régionaux et d'impôt royal. C'est un point de vue discutable, mais pour peu qu'on l'accepte, cette centralisation provient en grande partie des décisions d'Édouard, qui peut tout aussi bien prétendre que d'autres au titre d'architecte de l'Angleterre médiévale. »

Édouard apparaît dans les Histoires saxonnes de Bernard Cornwell, série de romans historiques se déroulant sous le règne d'Alfred le Grand et de ses successeurs, ainsi que dans la série télévisée The Last Kingdom qui en est adaptée. Il y est interprété par Timothy Innes à partir de la 3ème saison.

## Mariages et descendance
On connaît quatorze enfants issus des trois unions d'Édouard l'Ancien, cinq fils et neuf filles. Dans la liste qui suit, les filles sont présentées après les fils, dans l'ordre que propose le chroniqueur Guillaume de Malmesbury.
- avec Ecgwynn, épousée vers 893 :
  - Æthelstan (mort en 939), roi d'Angleterre de 924 à 939,
  - une fille, peut-être nommée Eadgyth (Édith de Polesworth ?), qui épouse Sigtryggr Caoch, roi viking de Dublin et d'York ;

- avec Ælfflæd, fille de l'ealdorman (probablement du Wiltshire) Æthelhelm, épousée vers 900 :
  - Ælfweard (mort en 924), peut-être roi du Wessex en 924,
  - Edwin (mort en 933),
  - Æthelhild, recluse à l'abbaye de Wilton,
  - Eadgifu (morte après 955), épouse de Charles le Simple, roi de Francie occidentale,
  - Eadflæd, moniale à l'abbaye de Wilton,
  - Eadhild, épouse de Hugues le Grand, duc des Francs,
  - Eadgyth (morte en 946), épouse d'Otton le Grand, roi de Francie orientale,
  - Ælfgifu, épouse d'un « prince des Alpes » non identifié ;

- avec Eadgifu, fille de l'ealdorman de Kent Sigehelm, épousée vers 919 :
  - Edmond (mort en 946), roi d'Angleterre de 939 à 946,
  - Eadred (mort en 955), roi d'Angleterre de 946 à 955,
  - Eadburh (morte en 960), moniale au Nunnaminster de Winchester,
  - Eadgifu, épouse d'un « Louis, prince d'Aquitaine » non identifié, qui pourrait être la même personne que l'Ælfgifu fille d'Ælfflæd, dupliquée à tort par Guillaume.

### Sources primaires
- (la) Asser (trad. du latin par Alban Gautier), Histoire du roi Alfred, Paris, Les Belles Lettres, 2013, 277 p. (ISBN 978-2-251-34063-0).
- (en) Sean Miller, Charters of the New Minster, Winchester, Oxford, Oxford University Press, 2001, 244 p. (ISBN 978-0-19-726223-8).
- (en) Michael Swanton (trad.), The Anglo-Saxon Chronicle, Routledge, 1996, 363 p. (ISBN 0-415-92129-5).

### Sources secondaires
- (en) Richard Abels, Alfred the Great : War, Kingship and Culture in Anglo-Saxon England, Longman, 1998 (ISBN 0-582-04047-7).
- (en) Lesley Abrams, « Edward the Elder's Danelaw », dans Edward the Elder 899–924, 2001, p. 128-143.
- (en) M. A. S. Blackburn, « Coinage », dans Michael Lapidge, John Blair, Simon Keynes et Donald Scragg (éd.), The Wiley Blackwell Encyclopedia of Anglo-Saxon England, Wiley Blackwell, 2014, 2e éd. (ISBN 978-0-470-65632-7).
- (en) Nicholas Brooks, The Early History of the Church of Canterbury : Christ Church from 597 to 1066, Leicester University Press, 1984 (ISBN 0-7185-0041-5).
- (en) James Campbell, « What Is Not Known About the Reign of Edward the Elder », dans Edward the Elder 899–924, 2001, p. 12-24.
- (en) T. M. Charles-Edwards, Wales and the Britons, 350–1064, Oxford, Oxford University Press, 2013, 795 p. (ISBN 978-0-19-821731-2).
- (en) Elizabeth Coatsworth, « The Embroideries from the Tomb of St Cuthbert », dans Edward the Elder 899–924, 2001, p. 292-306.
- (en) Michael R. Davidson, « The (Non)submission of the Northern Kings in 920 », dans Edward the Elder 899–924, 2001, p. 200-211.
- (en) Sarah Foot, Æthelstan : The First King of England, New Haven, Yale University Press, 2011, 283 p. (ISBN 978-0-300-12535-1).
- (en) Mechtild Gretsch, « The Junius Psalter Gloss: Tradition and Innovation », dans Edward the Elder 899–924, 2001, p. 280-291.
- (en) David Griffiths, « The North-West Frontier », dans Edward the Elder 899–924, 2001, p. 167-187.
- (en) Cyril Hart, The Danelaw, Londres, The Hambledon Press, 1992 (ISBN 1-85285-044-2).
- (en) Carolyn Heighway, « Gloucester and the New Minster of St Oswald », dans Edward the Elder 899–924, 2001, p. 102-111.
- (en) N. J. Higham et D. H. Hill, Edward the Elder 899–924, Abingdon, Routledge, 2001, 320 p. (ISBN 978-0-415-21497-1).
- (en) Nick Higham, « Edward the Elder's Reputation: An Introduction », dans Edward the Elder 899–924, 2001a, p. 1-11.
- (en) Nick Higham, « Endpiece », dans Edward the Elder 899–924, 2001b, p. 307-311.
- (en) Simon Keynes, « England, c. 900–1016 », dans Timothy Reuter, The New Cambridge Medieval History, vol. III, Cambridge University Press, 1999 (ISBN 0-521-36447-7).
- (en) Simon Keynes, « Edward, King of the Anglo-Saxons », dans Edward the Elder 899–924, 2001, p. 40-66.
- (en) Michael Lapidge, Anglo-Latin Literature 900–1066, Londres, The Hambledon Press, 1993, 500 p. (ISBN 978-1-85285-012-8).
- (en) Ryan Lavelle, « The Politics of Rebellion: The Ætheling Æthelwold and the West Saxon Royal Succession, 899–902 », dans Patricia Skinner, Challenging the Boundaries of Medieval History: The Legacy of Timothy Reuter, Turnhout, Brepols, 2009 (ISBN 978-2-503-52359-0).
- (en) Stewart Lyon, « The Coinage of Edward », dans Edward the Elder 899–924, 2001, p. 67-78.
- (en) Nicole Marafioti, The king's body : burial and succession in late Anglo-Saxon England, Toronto, University of Toronto Press, 2014, 297 p. (ISBN 978-1-4426-4758-9).
- (en) Sean Miller, « Edward [called Edward the Elder] (870s?–924) », dans Oxford Dictionary of National Biography, Oxford University Press, 2004 (lire en ligne ).
- (en) Janet Nelson, « Reconstructing a Royal Family: Reflections on Alfred from Asser, Chapter 2 », dans Ian Wood et Niels Lund, People and Places in Northern Europe 500-1600: Essays in Honour of Peter Hayes Sawyer, Woodbridge, Boydell Press, 1996 (ISBN 978-0-851-15547-0).
- (en) Alexander R. Rumble, « Edward and the Churches of Winchester and Wessex », dans Edward the Elder 899–924, 2001, p. 230-247.
- (en) Alfred P. Smyth, Warlords and Holy Men : Scotland AD 80–1000, Londres, Edward Arnold, 1984, 279 p. (ISBN 978-0-7131-6305-6).
- (en) Pauline Stafford, Unification and Conquest : A Political and Social History of England in the Tenth and Eleventh Centuries, Londres, Edward Arnold, 1989, 232 p. (ISBN 978-0-7131-6532-6).
- (en) Frank M. Stenton, Anglo-Saxon England, Oxford University Press, 1971, 3e éd. (ISBN 0-19-280139-2).
- (en) Alan Thacker, « Dynastic Monasteries and Family Cults », dans Edward the Elder 899–924, 2001, p. 248-263.
- (en) Patrick Wormald, « Kingship and Royal Property from Æthelwulf to Edward the Elder », dans Edward the Elder 899–924, 2001, p. 264-279.
- (en) Barbara Yorke, « Edward as Ætheling », dans Edward the Elder 899–924, 2001, p. 25-39.
- (en) Barbara Yorke, « Frithestan (d. 932/3), bishop of Winchester », dans Oxford Dictionary of National Biography, Oxford University Press, 2004b (lire en ligne ).